# 16 (groupe)
Pour les articles homonymes, voir 16.
16, stylisé -(16)-, est un groupe américain de sludge metal, originaire de Santa Ana, en Californie. Le groupe est signé chez Relapse Records. -(16)- a été cité, avec d'autres groupes pionniers comme Fudge Tunnel, Eyehategod, Crowbar et Acid Bath, comme l'un des groupes fondateurs du sous-genre. En novembre 2022, le groupe sort son neuvième album studio, Into Dust.

## Histoire

### Première période (1992–2004)
16 est formé à Santa Ana, en Californie, par Bobby Ferry (guitare), Cris Jerue (chant), Ben Clark (basse) et Jason Corley (batterie) en 1992. Selon Ferry, Jerue et lui se sont liés dans le cadre de la scène skate de Californie du Sud. Ferry a déclaré que le groupe s'appelait à l'origine 15, mais qu'il a changé de nom lorsqu'il a été informé de l'existence d'un groupe précédent appelé Fifteen, qui avait été signé chez Lookout Records. Ferry a également cité certaines des premières influences du groupe, notamment 7 Seconds, Bad Brains, et Metallica, ainsi que la « vague des groupes de Amphetamine Reptile, Helmet, Jesus Lizard, Unsane et Tar. » Le premier album studio du groupe, Curves that Kick, sort en 1993 sur Bacteria Sour, un label indépendant appartenant à l'artiste renommé, Pushead. Tony Baumeister rejoint le groupe en tant que bassiste permanent en 1993, peu avant la sortie de CTK. Après la sortie de l'album, l'été 1994 voit -(16)- faire une tournée au Japon, puis revenir au pays pour jouer deux concerts avec Slayer.
L'album suivant de 16, Zoloft Smile, est enregistré en 1999/2000, mais ne publie pas qu'en 2002 par At a Loss Recordings. Au moment de la sortie de l'album, Bobby et Tony quittent tous deux  le groupe. Le reste du groupe se contente de jouer avec Phil, le seul guitariste. Nial McGaughey et plus tard Rafa Martinez s'occupent de la basse. Phil reprend le chant en 2003, après que Cris ait été contraint d'aller en cure de désintoxication pour dépendance à l'alcool et à la drogue. Les problèmes d'addiction affectent le groupe tout au long de sa carrière, Jerue remarquant dans une interview de 2012 avec Invisible Oranges, « il y a eu 14 gars dans ce groupe et aucun n'a été stable mentalement ou chimiquement. » Le groupe tourne ensuite aux États-Unis et au Japon en trio (Phil, Mark, Rafa), avant d'arrêter définitivement en 2004.

### Deuxième période (depuis 2007)
Ferry, Jerue, Corley et Baumeister reforment -(16)- en 2007, signant par la suite un contrat avec Relapse Records. Leur premier album chez Relapse, Bridges to Burn, sort en janvier 2009. Le groupe se sépare à nouveau de Corley et recrute Mateo Pinkerton comme nouveau batteur. En 2010, Relapse Records sort The First Trimester, une compilation de morceaux inédits (principalement enregistré en 1992-1993). Deep Cuts from Dark Clouds' suit en 2012. En 2012, Last Hurrah Records sort également Lost Tracts of Time, une compilation présentant des faces B de l'époque Zoloft Smile. En 2010, le groupe fait une tournée européenne en jouant au festival Hellfest à Nantes, en France. En 2014, le groupe repart en tournée européenne et s'arrête au festival Roadburn, à Tilbourg, aux Pays-Bas. 
Le 18 mai 2016, Stereogum présente en avant-première un nouveau titre de Lifespan of a Moth, The Absolute Center of a Pitch Black Heart. Le 9 juin 2016, Decibel présente en avant-première la vidéo de 16 pour Peaches, Cream and The Placenta. Le guitariste Bobby Ferry déclare à propos du morceau : « La chanson est une promenade stressée le long d'un sentier bien tracé sur lequel nous nous pavanons depuis le début des années '90. Les paroles touchent délicatement avec tous les pouces le sujet de la sorcellerie de la personnalité addictive qui crée des victimes involontaires et sans défense. » La vidéo est réalisée par Jeff Forrest, collaborateur et producteur de longue date de 16 ans.
En 2017 et 2018, le groupe s'embarque dans un certain nombre de tournées européennes étendues avec Grime et Primitive Man, jouant au Desertfest et au Bloodshed Fest en conséquence. 
En 2020, la sortie de l'album, intitulé Dream Squasher, est annoncée pour le 5 juin. Bobby Ferry entreprend les tâches vocales, Cris Jerue ayant quitté le groupe. En 2022, le groupe poursuit son élan créatif en sortant l'album Into Dust via Relapse Records. L'album est acclamé par la critique, figurant sur de nombreuses listes de fin d'année et recevant des critiques positives de Spin, Metal Hammer, New Noise et Decibel respectivement.

## Membres

### Membres actuels
- Bobby Ferry - guitare, chant (1991-2000, depuis 2007)
- Barney Firks - basse (depuis 2013)
- Dion Thurman - batterie (depuis 2013)
- Alex Shuster - guitare (depuis 2016)

### Anciens membres
- Jason Corley - batterie (1991-1995, 2007-2009)
- Cris Jerue - chant (1991-2002, 2007-2020)
- Benji Clark - basse (1991-1992)
- Greg Burkhart - basse (1992)
- Mike Morris - basse (1992-1993)
- Tony Baumeister - basse (1993-2002, 2007-2013)
- Andy Hassler - batterie (1995-1998)
- Phil Vera - guitare, chant (1995-2004)
- R.D. Davies - batterie (1998-1999)
- Mark Sanger - batterie (1999-2004)
- Nial Mcgaughey - basse (2002-2003)
- Rafael Martinez - basse (2003-2004)
- Mateo Pinkerton - batterie (2009-2013)

## Discographie

### Albums studio
- 1993 : Curves That Kick (Bacteria Sour)
- 1996 : Drop Out (Theologian Records)
- 1997 : Blaze of Incompetence (Pessimiser)
- 2003 : Zoloft Smile (At a Loss Records)
- 2009 : Bridges to Burn (Relapse)
- 2012 : Deep Cuts from Dark Clouds (Relapse)
- 2016 : Lifespan of a Moth (Relapse)
- 2020 : Dream Squasher (Relapse)
- 2022 : Into Dust (Relapse)

### Singles et EP
- 1992 : Doorprize (Reverb Recordings)
- 1993 : Japanese Tour (Pushead Fanclub)
- 1993 : Wash Me (Pushead Fanclub)
- 1993 : Sail Rabbit (Standard)
- 1993 : Crystal (Pushead Fanclub)
- 1994 : Split avec The American Psycho Band (No Lie)
- 1994 : Apollo Creed split with Fresh American Lamb (Theologian Records)
- 1994 : Trigger Happy / Pessimiser, split avec grief (Pessimiser)
- 1994 : Preoccupied (Bacteria Sour)
- 1994 : Felicia (Bacteria Sour)
- 1995 : Tocohara (Bacteria Sour)
- 1998 : The Good, the Bad and the Ugly: The Bad (Disc 2) split avec Toadliquor, Floor, Cavity, Thug (Insolito)
- 1998 : Bored / At Dawn They Sleep, split avec Grief (Pessimiser)
- 2000 : Fortune and Flames (MP3.com)
- 2001 : Zodiac Dreaming (split avec Today Is the Day (Trash Art!)
- 2012 : Lost Tracts of Time (Last Hurrah Records)
- 2017 : 16 / Fistula  (Patac Records)
- 2021 : Doom Sessions Vol.3 (Heavy Psych Sounds)

### Compilations
- 1998 : Scott Case: Out of Print Material (Pessimiser/Theologian)
- 1999 : Never Give In: A Tribute To Bad Brains (Century Media Records)
- 2010 : The First Trimester (Relapse Records)
- 2020 : Alice In Chains Dirt (Redux) (Magnetic Eye Records)

### Vidéos
- 2000 : Damone (indépendant)
- 2021 : Sadlands (Relapse) (réalisé par Michael Panduro)
- 2022 : Scrape the Rocks (Relapse) (réalisé par Chad Kelco)